# Massimo Stano
Massimo Stano (n. 27 februarie 1992, Grumo Appula, Apulia, Italia) este un atlet italian, medaliat olimpic. A participat la două ediții ale Jocurilor Olimpice (2020, 2024) în care a câștigat o medalie de aur în proba de 20 km marș. În 2022 a devenit campion mondial la 35 km marș.

## Palmares
| An   | Competiție                              | Locație               | Loc | Eveniment         | Note     |
| ---- | --------------------------------------- | --------------------- | --- | ----------------- | -------- |
| 2009 | Campionatul Mondial de Juniori (sub 18) | Bressanone, Italia    | 14  | 10 000 m marș     | 46:00;85 |
| 2010 | Cupa Mondială de Marș de Juniori        | Chihuahua, Mexic      | 11  | 10 km marș        | 45:45    |
| 2010 | Campionatul Mondial de Juniori          | Moncton, Canada       | 14  | 10 000 m marș     | 43:03,58 |
| 2011 | Cupa Europei de Marș de Juniori         | Olhão, Portugalia     | 1   | 20 km marș        | 1:23:53  |
| 2011 | Campionatul European de Juniori         | Tallinn, Estonia      | 5   | 10 000 m marș     | 43:24,52 |
| 2013 | Campionatul European de Tineret         | Tampere, Finlanda     | 2   | 20 km marș        | 1:25:25  |
| 2014 | Cupa Mondială de Marș                   | Taicang, China        | 45  | 20 km marș        | 1:23:01  |
| 2014 | Campionatul European                    | Zürich, Elveția       | 25  | 20 km marș        | 1:29:14  |
| 2015 | Campionatul Mondial                     | Beijing, China        | 19  | 20 km marș        | 1:22:53  |
| 2018 | Campionatul Mondial de Marș pe Echipe   | Taicang, China        | 3   | 20 km marș        | 1:21:33  |
| 2018 | Campionatul Mondial de Marș pe Echipe   | Taicang, China        | 2   | echipe            | 1:21:33  |
| 2018 | Campionatul European                    | Berlin, Germania      | 4   | 20 km marș        | 1:20:51  |
| 2019 | Cupa Europei de Marș                    | Alytus, Lituania      | 7   | 20 km marș        | 1:21:12  |
| 2019 | Campionatul Mondial                     | Doha, Qatar           | 14  | 20 km marș        | 1:31:36  |
| 2021 | Campionatul European de Marș pe Echipe  | Poděbrady, Cehia      | 8   | 20 km marș        | 1:20:30  |
| 2021 | Campionatul European de Marș pe Echipe  | Poděbrady, Cehia      | 2   | echipe            | 1:20:30  |
| 2021 | Jocurile Olimpice                       | Tokio, Japonia        | 1   | 20 km marș        | 1:21:05  |
| 2022 | Campionatul Mondial                     | Eugene, Statele Unite | 1   | 35 km marș        | 2:23:14  |
| 2022 | Campionatul European                    | München, Germania     | 8   | 20 km marș        | 1:21:18  |
| 2023 | Campionatul European de Marș pe Echipe  | Poděbrady, Cehia      | 3   | 20 km marș        | 1:20:07  |
| 2023 | Campionatul European de Marș pe Echipe  | Poděbrady, Cehia      | 1   | echipe            | 1:20:07  |
| 2023 | Campionatul Mondial                     | Budapesta, Ungaria    | –   | 20 km marș        | NT       |
| 2023 | Campionatul Mondial                     | Budapesta, Ungaria    | 7   | 35 km marș        | 2:25:59  |
| 2024 | Campionatul Mondial de Marș pe Echipe   | Poděbrady, Cehia      | –   | maraton marș mixt | NT       |
| 2024 | Jocurile Olimpice                       | Paris, Franța         | 4   | 20 km marș        | 1:19:12  |
| 2024 | Jocurile Olimpice                       | Paris, Franța         | 6   | maraton marș mixt | 2:53:52  |